# Фурки
Фурки, также Дарцнана, Дардза-нанилг, Дардза-наьнилг, Дардзы-нана (с инг. и чеч. — «мать вьюг»), — в вайнахской мифологии богиня снега и вьюг. Жена бога Селы. Повелевает вьюгами и снегопадами с горы Бешлам-Корт (Казбек).

## Этимология имени
Варианты двух имён этой богини — Фурки и Дардза-наьнилг — приводят ингушские исследователи А. У. Мальсагов и А. Х. Танкиев в своих статьях по чечено-ингушской мифологии, размещённых в 1980 году в двухтомнике «Мифы народов мира», а также в 1990 году в «Мифологическом словаре». В некоторых других источниках её имя озвучивается как Дарза-нана. В ингушском языке дарза — это «вьюжная», а нана — «мать». В более точном переводе ингушское слово дарз имеет два значения: 1. «Морось», «дождь (со снегом)», «мелкий дождь»; 2. «Метель», «вьюга» (отсюда прилагательное дарза — «вьюжный»). Также в чеченском фольклоре зафиксировано имя схожей богини — Дерцнана — Мать вьюги, входившей в пантеон наряду с другими божествами природы и стихий. Её имя упоминается в числе женских божеств, связанных с холодом, зимой и урожаем.

## Мифология
В сказаниях она обитает совместно с Селой на снежной вершине горы Бешлам-Корт (Казбек), откуда повелевает вьюгами и снегопадами. На снежном конусе горы она начертала магический круг, через который не осмеливается пройти ни один смертный, боясь быть сброшенными богиней с кручи. Согласно некоторым поверьям, именно на вершине Бешлам-Корт, по приказу бога Селы Фурки охраняет прикованного железными цепями нарта Курюко/Пхьармата.
От бога Селы у Фурки есть семь сыновей, которых отец за помощь герою Курюко (Пхьармату) подвесил на небо, где они составляют созвездие Большая Медведица (у ингушей Большая Медведица — «Семь сынов Селы»). Перед тем, как отправиться на небо и навсегда покинуть свою мать, они обеспечили Фурки негасимым огнём — в её очаге всегда горят три полена, а также неубывающей пищей — возобновляющимися хлебом и бараньей ляжкой.

#### Восемь сыновей
На вершине Казбека жила Дарза-Наналг. У неё было восемь сыновей. По какой-то причине один из них ушёл на небо. Оставшиеся семь братьев отправились на его поиски. Сели они, выпили расплавленную медь и с вершины Казбека поднялись на небо. Когда сыновья ушли, Дарза-Наналг бросила на эту вершину свои шаровары. Если сейчас взглянуть на вершину Казбека, то заметно место, куда она бросила свои шаровары,— там никогда не бывает снега и льда. Семеро же братьев ходят по небу в поисках своего восьмого брата. Если они его найдут, во Вселенной произойдут большие перемены.

## Культ
Для умилостивления её в Девдоракском ущелье ингушами-язычниками был устроен особый жертвенник — даба. В жертву приносили турьи и козьи рога: они образовывали целую кучу на каменном возвышении. Летом в определенный день в честь богини устраивали празднество с жертвоприношениями, пением и пляской.
Неизвестно в какой именно месяц и день устраивался летний праздник и с какой целью, но основываясь на записанных легендах, можно предположить, что богиню почитали не только как зимнее божество, в случае своего недовольства людьми, она могла принести вред и в весенне-летний период. Так, по легенде «Как Елта стал одноглазым», бог Даьла приказывает Фурки поднять бурю и уничтожить посевы людей. В этой легенде отразилось отношение древних вайнахов к стихии ветра. Обилие в ущельях Северного Кавказа ветров, дующих весной и летом и уничтожавших урожай на полях, способствовало возникновению в воображении народа богини, управляющей стихией, и даже не одной. Наряду с Фурки, ингуши почитали богиню ветров Миха-нану, которой, во время полевых работ посвящали каждый понедельник (оршот) и в этот день было запрещено работать, дабы не навлечь на себя ее гнев.